# فيدريكو فاجين
فيديريكو فاجين (بالإيطالية: Federico Faggin)‏ من مواليد 1 ديسمبر 1941، عالم فيزياء، ومهندس، ومبتكر، ورجل أعمال إيطالي أمريكي. اشتهر بتصميمه أول معالج دقيق تجاري «إنتل 4004». قاد مشروع «إنتل 4004» وفريق التصميم خلال السنوات الخمس الأولى من عمله على مشاريع معالجات إنتل الدقيقة. ابتكر فاجين أيضًا أثناء عمله في شركة فيرتشايلد لصناعة أشباه الموصلات في عام 1968، تقنية بوابة السيليكون ذات الانحياز الذاتي (أشباه موصلات الأكاسيد المعدنية: موس)، والتي جعلت ابتكارات مثل رقائق أشباه موصلات الأكاسيد المعدنية الخازنة للبيانات، وأجهزة اقتران الشحنات المُستخدمة في حساسات الصور، والمعالجات الدقيقة ترى النور. بعد عمله على «إنتل 4004»، قاد تطوير «إنتل 8008» و«إنتل 8080»، باستخدام منهجية تكنولوجيا بوابة السيليكون لتصميم رقائق الانتقاء المنطقي، والتي كانت ضرورية لإنشاء معالجات إنتل المبكرة. كان مؤسسًا مشاركًا لرالف أنجرمان، الرئيس التنفيذي لشركة «زيلوغ»، في أول شركة مخصصة فقط للمعالجات الدقيقة، وقاد عملية تطوير معالجات «زيلوغ زي-80» و«زي-8». كان لاحقًا المؤسس المشارك والرئيس التنفيذي لشركة «سيجنيت تيكنولوجيز»، ثم شركة «سينابتكس».
حصل على القلادة الوطنية للتكنولوجيا والإبتكار عن عام 2009 في عام 2010، وتعتبر هذه القلادة أعلى تكريم تمنحه الولايات المتحدة لمواطن أمريكي للإنجازات المتعلقة بالتقدم التكنولوجي. أسس فاجين في عام 2011 مؤسسة فيدريكو وإلفيا فاجين لدعم الدراسة العلمية للوعي في الجامعات ومعاهد البحوث الأمريكية. ساعدت مؤسسة فاجين في عام 2015 على تأسيس منحة بقيمة مليون دولار باسم «كرسي عائلة فاجين الرئاسي» مكرسة لفيزياء المعلومات بجامعة كاليفورنيا في سانتا كروز لتعزيز دراسة «الأسئلة الأساسية في واجهة الفيزياء والمجالات ذات الصلة، بما في ذلك الرياضيات، والأنظمة المركبة، والفيزياء الحيوية، والعلوم المعرفية، مع نمط موحد للمعلومات في الفيزياء» كان فيديريكو فاجين مقيمًا في وادي السيليكون منذ عام 1968 وهو مواطن أمريكي الجنسية .

## تعليمه وحياته المبكرة
وُلد فاجين في فيتشنزا، وحصل على درجة البكالوريوس في الفيزياء بتقدير امتياز في جامعة بادوفا بإيطاليا. نشأ فيديريكو في بيئة مثقفة. كان والده جوزفي فاجين باحثًا كتب العديد من الكتب الأكاديمية وترجمها مع النقد، مثل «تاسوعات أفلوطين» التي ترجمها من اليونانية الأصلية إلى الإيطالية الحديثة. أظهر فيديريكو منذ سن مبكرة اهتمامًا قويًا بالتكنولوجيا، وقرر الالتحاق بمدرسة ثانوية فنية في فيتشنزا: «معهد أليساندرو روسي الفني الصناعي: آي.تي.آي.إس» بدلاً من اتباع التقليد العائلي في الدراسات الكلاسيكية.

### مختبرات أوليفيتي للبحث والتطوير
بعد تخرجه من معهد أليساندرو روسي التقني بعمر التاسعة عشرة في فيتشنزا، حصل فيديريكو فاجين على عمل في أوليفيتي، وشارك في تصميم ترانزيستور رقمي صغير مع ذاكرة مغناطيسية (4 × 12) بت عام 1960. كانت مختبرات أوليفيتي للبحث والتطوير البيئة المناسبة، وبعد عدة سنوات أصبح «برنامج أوليفيتي 101» أول آلة حاسبة إلكترونية في العالم قابلة للبرمجة تعمل على سطح المكتب حقيقة واقعة عام 1964. بعد تجربة العمل الأولى هذه، درس فاجن الفيزياء في جامعة بادوفا ودرس مقرر مختبر الإلكترونيات لطلاب فيزياء السنة الثالثة في العام الدراسي 1965-1966.

### إس جي إس-فيرتشايلد
عمل فاجين في شركة إس جي إس-فيرتشايلد في عام 1967، المعروفة الآن باسم «إس تي ميكروإلكترونكس» في إيطاليا، حيث طور أول تقنية عملية لبوابة «موس» لصالح إس جي إس-فيرتشايلد، وصمم أول دائرتي «موس» متكاملتين تجاريتين. أرسلته شركة إس جي إس-فيرتشايلد إلى كاليفورنيا في فبراير 1968، وعندما باعت شركة فيرتشايلد أسهمها في إس جي إس-فيرتشايلد، قبل فاجين عرض عمل من شركة فيرتشايلد لاستكمال تطوير تقنية بوابة السيليكون.

## جوائز
حصل على جوائز منها:
- القلادة الوطنية للتكنولوجيا والابتكار
- جائزة ماركوني.